# Генри, Глория

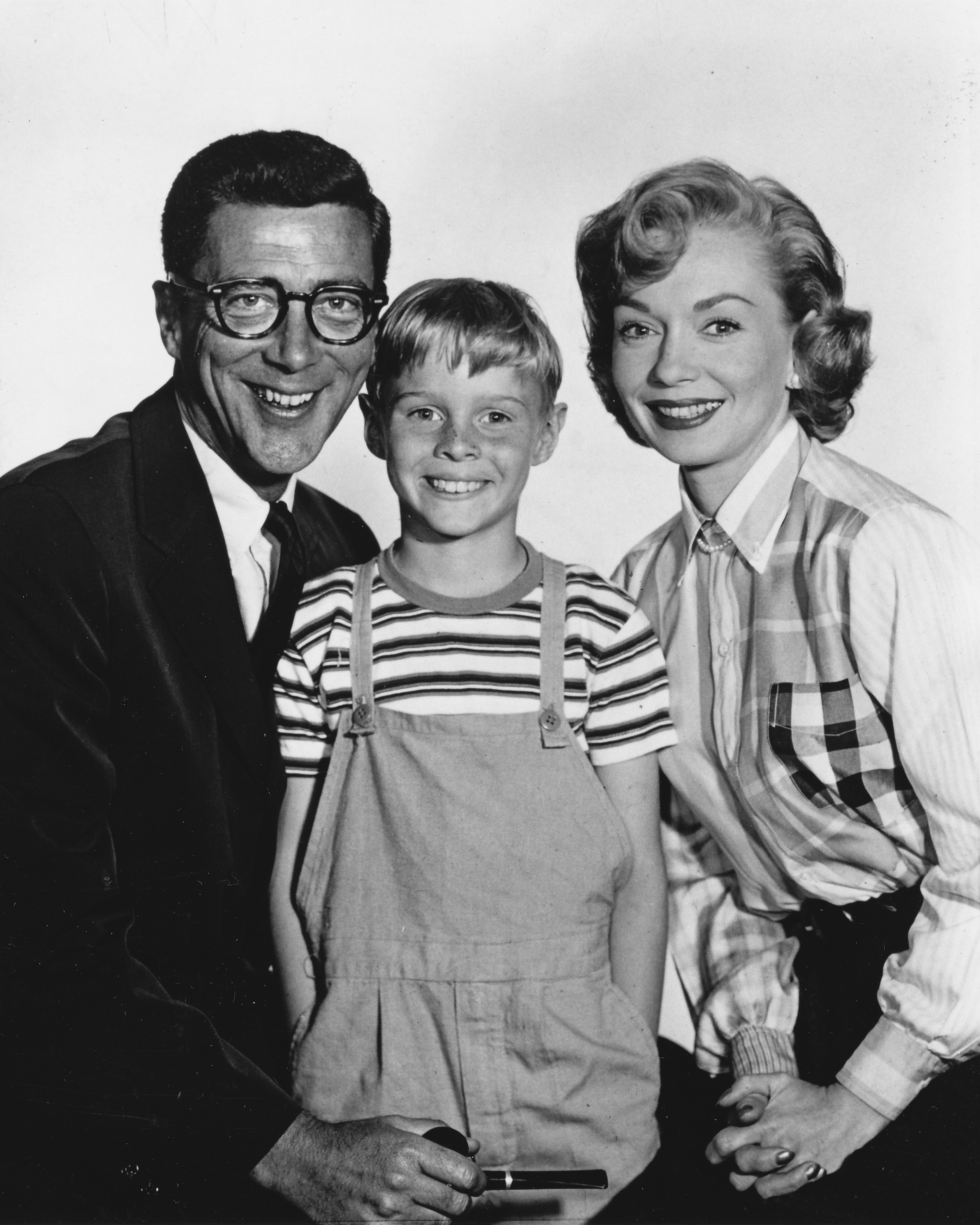
Слева направо: Андерсон, Герберт, Норт, Джей и Глория Генри на промо-фото к сериалу «Деннис-мучитель (телесериал, 1959)» (1959)

Гло́рия Ге́нри (англ. Gloria Henry; 2 апреля 1923, Новый Орлеан, Луизиана — 3 апреля 2021, Лос-Анджелес, Калифорния) — американская актриса кино и телевидения, менее известна как певица. Наиболее запомнилась зрителю исполнением роли матери главного героя сериала «Деннис-мучитель» (146 эпизодов за четыре года).

## Биография
Глория Эйлин МакЭнири (настоящее имя актрисы) родилась 2 апреля 1923 года в городе Новый Орлеан (штат Луизиана, США), росла в районе Гарден. Отец по происхождению был шотландец, мать — ирландка. Образование получила в Школе при Вустерском музее искусств. В 1942 году переехала в Лос-Анджелес, где играла в радио-постановках (основные темы для дискуссий — сплетни, мода и спорт) и снималась в рекламных роликах, взяв сценический псевдоним Глория Генри. Через некоторое время она была замечена кино-агентом, который предложил ей стать киноактрисой, и в 1946 году Генри подписала контракт с Columbia Pictures. С 1947 года она начала сниматься в кинофильмах, с 1952 года — в телесериалах. Первый этап её кинокарьеры длился с 1947 по 1965 год, после чего последовал перерыв длиной шестнадцать лет, а с 1981 по 1992 год Генри снова достаточно активно снималась. После очередного перерыва продолжительностью тринадцать лет 82-летняя актриса последний раз снялась в кино: лента «Лёгкое увлечение» (2005). Спустя ещё семь лет Генри последний раз появилась на телеэкранах, исполнив небольшую роль в одном эпизоде сериала «Парки и зоны отдыха».
Глория Генри скончалась 3 апреля 2021 года, на следующий день после своего 98-го дня рождения, в своём доме в Лос-Анджелесе от естественных причин.
Личная жизнь
Глория Генри была замужем дважды:
1. Роберт Дейл Лэм. Брак заключён 26 апреля 1943 года, 24 августа 1949 года последовал развод. Детей от брака не было.
2. Крейг Эллвуд[англ.] (1922—1992), архитектор-модернист. Брак заключён 28 сентября 1949 года, в 1977 году последовал развод. От брака осталось трое детей: сыновья Джеффри, Адам и дочь Эрин[5], которая стала дизайнером[6][7].

## Избранная фильмография

### Широкий экран
- 1947 — Пчеловод[англ.] / Keeper of the Bees — Элис
- 1947 — Бульдог Драммонд наносит ответный удар[англ.] / Bulldog Drummond Strikes Back — Эллен Кёртисс
- 1948 — ? / The Strawberry Roan — Конни Бэйли
- 1949 — Джонни Аллегро / Johnny Allegro — Эдди
- 1949 — Мисс Грант покоряет Ричмонда[англ.] / Miss Grant Takes Richmond — Хелен Уайт
- 1950 — Убей судью[англ.] / Kill the Umpire — Люси Джонсон
- 1951 — Эл Дженнингс из Оклахомы[англ.] / Al Jennings of Oklahoma — Элис Кэлхун
- 1952 — Пресловутое ранчо / Rancho Notorious — Бет Форбс
- 1958 — Война с гангстерами[англ.] / Gang War — Эди Эйвери
- 1988 — Отбывая наказание на планете Земля[англ.] / Doin' Time on Planet Earth — Мэри Ричмонд
- 2005 — Лёгкое увлечение[англ.] / Her Minor Thing — миссис Портер

### Телевидение
- 1953 — Моя маленькая Марджи[англ.] / My Little Margie — Норма Кэлкинс (в 3 эпизодах)
- 1954 — Шоу Эбботта и Костелло[англ.] / The Abbott and Costello Show — Руби Нортон (в эпизоде The Pigeon)
- 1957 — Военно-морской журнал[англ.] / Navy Log — Эйлин Мёрфи, медсестра (в эпизоде The Decoy)
- 1957 — Отец знает лучше[англ.] / Father Knows Best — Милдред Харрис (в эпизоде Baby in the House)
- 1957 — Перри Мейсон / Perry Mason — Хелин Чейни (в эпизоде The Case of the Restless Redhead)
- 1957 — Истории Уэллс-Фарго[англ.] / Tales of Wells Fargo — Шэрон Бёрнс (в эпизоде The Witness[англ.])
- 1958 — Жизнь Райли[англ.] / The Life of Riley — мисс Коссгров (в эпизоде Ten O'Clock Scholar)
- 1958 — Сломанная Стрела[англ.] / Broken Arrow — сестра Тереза (в эпизоде The Sisters)
- 1958 — Спасательный отряд № 8[англ.] / Rescue 8 — Джоан Джексон (в эпизоде The Crackup)
- 1959 — Тонкий человек[англ.] / The Thin Man — Валери Робертс (в эпизоде Nora Goes Over the Wall)
- 1959—1963 — Деннис-мучитель[англ.] / Dennis the Menace — Элис Митчелл (в 146 эпизодах)[8]
- 1963 — Хейзел[англ.] / Hazel — Глория Кинг (в эпизоде Hazel and the Vanishing Hero)
- 1965 — Дочь фермера[англ.] / The Farmer's Daughter — миссис Картер (в эпизоде The Nesting Instinct)
- 1983 — Рита Хейворт: богиня любви[англ.] / Rita Hayworth: The Love Goddess — секретарша
- 1984 — Саймон и Саймон[англ.] / Simon & Simon — богатая женщина (в эпизоде The Dark Side of the Street)
- 1985 — Серебряные ложки[англ.] / Silver Spoons — миссис Саммерс (в эпизоде Marry Me, Marry Me: Part 2)
- 1987 — Наш дом[англ.] / Our House — Лила Делакорте (в эпизоде Friends)
- 1989—1990 — Даллас / Dallas — миссис Оуна Эвандер (в 2 эпизодах)
- 1990 — Мистер Бельведер[англ.] / Mr. Belvedere — миссис Хаверфорд (в эпизоде Bad Marsha)
- 1990—1991 — Доктор Дуги Хаузер[англ.] / Doogie Howser, M.D. — Ирен О’Брайан (в 2 эпизодах)
- 1991 — Смертельное очарование[англ.] / Her Wicked Ways — Кэти
- 1992 — Сёстры / Sisters — Элоиза Дэнверс (в эпизоде A Matter of Life and Death)
- 2012 — Парки и зоны отдыха / Parks and Recreation — Мэри-Элизабет Клинч (в эпизоде Campaign Shake-Up)